# Магура (заказник)
Ма́гура — ботанічний заказник місцевого значення в Україні. Розташований у межах Болехівської міської громади Калуського району Івано-Франківської області, на південь від села Козаківка.
Площа 130,3 га. Статус надано згідно з рішенням обласної ради від 28.12.1999 року № 237-11/99. Перебуває у віданні ДП «Болехівський держлісгосп» (Козаківське л-во, кв. 31, вид. 4, 11-13, 19, 26-30, 35-42; кв. 32, вид. 1-5, 11-13, 17).
Статус надано з метою збереження унікальних насаджень ялини і бука. У трав'яному покриві — рідкісні та зникаючі види рослин: гвоздика карпатська, костриця карпатська, молочай карпатський.